# لشکر ۸۸ پیاده (ایالات متحده آمریکا)
لشکر ۸۸ پیاده (انگلیسی: 88th Infantry Division) لشکر پیاده‌نظام نیروی زمینی ایالات متحده آمریکا است، که در سال ۱۹۱۷ تأسیس شد و در سال ۱۹۴۷ منحل گردید.
لشکر ۸۸ پیاده یک لشکر پیاده نظام ارتش ایالات متحده بود که در جنگ جهانی اول و جنگ جهانی دوم خدمت کرد. این لشکر یکی از اولین لشکرهای ذخیره سازمان‌یافته بود که پس از اجرای طرح سربازگیری در سال ۱۹۴۰، تقریباً "از صفر" ایجاد شد. لشکرهای قبلی از هسته‌ای متشکل از پرسنل ارتش منظم یا گارد ملی به علاوه سربازان وظیفه تشکیل شده بودند. بخش عمده‌ای از تجربه فعال‌سازی مجدد آن در گسترش بعدی ارتش ایالات متحده مورد استفاده قرار گرفت.
با پایان جنگ جهانی دوم، لشکر ۸۸ پیاده راه خود را به شمالی‌ترین نقطه ایتالیا باز کرد. در اوایل ماه مه ۱۹۴۵، نیروهای هنگ ۳۴۹ پیاده نظام آن به لشکر ۱۰۳ پیاده سپاه ششم ارتش هفتم ایالات متحده، بخشی از گروه ششم ارتش، که از طریق باواریا به سمت جنوب و اینسبروک، اتریش، در ویپیتنو در آلپ ایتالیا پیشروی کرده بود، پیوستند.